# Mistrovství Evropy v přespolním běhu
Mistrovství Evropy v přespolním běhu je mezinárodní šampionát sportovců. Pořádá ho každý rok Evropská atletická asociace. První ročník se uskutečnil v roce 1994 v Alnwick. Pořádá se vždy v prosinci.

## Ročníky
| Rok  | Město                             | Země                              |
| ---- | --------------------------------- | --------------------------------- |
| 1994 | Alnwick                           | Spojené království                |
| 1995 | Alnwick                           | Spojené království                |
| 1996 | Charleroi                         | Belgie                            |
| 1997 | Oeiras                            | Portugalsko                       |
| 1998 | Ferrara                           | Itálie                            |
| 1999 | Velenje                           | Slovinsko                         |
| 2000 | Malmö                             | Švédsko                           |
| 2001 | Thun                              | Švýcarsko                         |
| 2002 | Medulin                           | Chorvatsko                        |
| 2003 | Edinburgh                         | Spojené království                |
| 2004 | Heringsdorf                       | Německo                           |
| 2005 | Tilburg                           | Nizozemsko                        |
| 2006 | San Giorgio su Legnano            | Itálie                            |
| 2007 | Toro                              | Španělsko                         |
| 2008 | Brusel                            | Belgie                            |
| 2009 | Dublin                            | Irsko                             |
| 2010 | Albufeira                         | Portugalsko                       |
| 2011 | Velenje                           | Slovinsko                         |
| 2012 | Szentendre                        | Maďarsko                          |
| 2013 | Bělehrad                          | Srbsko                            |
| 2014 | Samokov                           | Bulharsko                         |
| 2015 | Hyères-Toulon                     | Francie                           |
| 2016 | Chia                              | Itálie                            |
| 2017 | Šamorín                           | Slovensko                         |
| 2018 | Tilburg                           | Nizozemsko                        |
| 2019 | Lisabon                           | Portugalsko                       |
| 2020 | Zrušeno kvůli pandemii covidu-19. | Zrušeno kvůli pandemii covidu-19. |
| 2021 | Dublin                            | Irsko                             |
| 2022 | Turín                             | Itálie                            |